# Héctor Echeverri
Héctor Hernan Echeverry (ur. 10 kwietnia 1938) – piłkarz kolumbijski grający podczas kariery na pozycji pomocnika. 

## Kariera klubowa
Karierę piłkarską Héctor Echeverri prawie całą piłkarską karierę spędził w Independiente Medellín. W klubie z Medellín występował w latach 1959-1967 i 1968-1970. Jedynie w 1967 miał krótki epizod w stołecznym Independiente Santa Fe. Ogółem w latach 1959-1970 rozegrał w lidze kolumbijskiej 457 spotkań, w których zdobył bramkę.

## Kariera reprezentacyjna
W reprezentacji Kolumbii Echeverri zadebiutował 23 czerwca 1957 w przegranym 1-2 towarzyskim spotkaniu z Paragwajem. 
W 1962 roku został powołany przez selekcjonera Adolfo Pedernerę do kadry na Mistrzostwa Świata w Chile. Na Mundialu Echeverri wystąpiłwe wszystkich trzech meczach z Urugwajem, ZSRR i Jugosławią, który był jego ostatnim meczem w reprezentacji. 
Od 1957 do 1962 roku rozegrał w kadrze narodowej 10 spotkań.
W 1959 uczestniczył w eliminacjach do Igrzysk Olimpijskich w Rzymie.